# La Valletta
La Valletta o Valletta (in maltese Il-Belt Valletta, in inglese Valletta) è una città di 5 827 abitanti dello stato insulare di Malta, nonché sua capitale. La città nei suoi confini amministrativi conta poco più di 5 000 abitanti, ma l'area metropolitana, corrispondente all'intera isola di Malta, ne conta 480 134.
Fu fondata nel 1566 dai Cavalieri Ospitalieri, che le diedero il nome del loro gran maestro Jean de la Valette: precisamente essa venne chiamata, in latino, Humilissima Civitas Valettae ("L'umilissima città di Valletta") e si fregia tutt'oggi del titolo di Città Umilissima. In maltese è colloquialmente detta Il-Belt e La città.
La Valletta è stata designata Capitale europea della cultura per il 2018 assieme a Leeuwarden.

## Geografia
La città è situata sulla costa settentrionale su una penisola rocciosa che sorge tra due ampie insenature in cui sono situati i porti della città: Porto Grande (ribattezzato dagli inglesi Grand Harbour) e Porto di Marsamuscetto (Marsamxett o Marsamxetto). Porto Grande è il porto principale con banchina di scarico nelle vicinanze di Marsa. Confina a sud-ovest con la città di Floriana, costruita al di fuori dei bastioni della città. Un terminal per le navi da crociera è localizzato sul lungomare cittadino, il cui fronte architettonico fu costruito a metà del diciottesimo secolo con Manuel Pinto de Fonseca.

### Clima
La Valletta è caratterizzata dal tipico clima mediterraneo afoso con estati calde e secche, e con inverni miti e piovosi. Si manifestano mancanze di precipitazioni durante i mesi estivi. Le temperature invernali risultano moderate per via della prossimità col mare, per cui gli inverni sono abbastanza miti. La stazione ufficiale di registrazione climatica è all'Aeroporto Internazionale di Luca che dista pochi chilometri dalla capitale. Le alte temperature medie vanno da circa 15 °C in gennaio a circa 31 °C in agosto; mentre le basse temperature medie vanno da circa 9 °C in gennaio a circa 22 °C in agosto. La classificazione dei climi di Köppen definisce questo clima mediterraneo del sottotipo Csa.

## Storia
Il territorio sul quale sorse La Valletta era prima deserto. Parte di esso portava il nome di Xagh-ret Meuuia, che in maltese significa "terreno incolto di Meuia", forse dal cognome di qualche antico proprietario di quei luoghi. La città venne innalzata sul monte Sciberras, la parte più prominente della lingua di terra che divide il Porto Grande dal Porto di Marsamuscetto. Il nome originale di questa zona era Gebel ir-ras, cioè "monte dell'estremità". Tutto lo spazio che andava da questa fino alla punta si chiamava comunemente Il-Guardia (o Il-Uardia) che significa "La Guardia", ovvero il "luogo delle guardie", così chiamato perché anticamente vi si trovava un corpo di guardia che vigilava per eventuali sbarchi clandestini.

### Stato monastico dei Cavalieri di Malta
La costruzione della città sulla penisola dello Sciberras è stata proposta dei Cavalieri Ospitalieri già nel 1524. Allora, l'unico edificio della penisola era una piccola torre di avvistamento dedicata a Erasmo di Formia (nel luogo in cui oggi sorge Forte Sant'Elmo).
Nel grande assedio di Malta il forte Sant'Elmo cadde ai Saraceni, ma alla fine i cavalieri dell'Ordine ebbero la meglio grazie ai rinforzi siciliani. In seguito la città fu ricostruita, fondata dal Gran Maestro dei Cavalieri Ospitalieri Jean de la Valette, che, il 28 marzo del 1566, ne pose la prima pietra, in quella che poi sarebbe diventata la Chiesa di Nostra Signora delle Vittorie. Il Gran Maestro chiese aiuto a re e principi d'Europa ricevendo molti aiuti grazie alla grande fama ottenuta dall'Ordine durante l'assedio. Papa Pio IV inviò l'architetto militare che ideò la città, il cortonese Francesco Laparelli, mentre Filippo II di Spagna inviò sostanziali aiuti monetari. Quando Laparelli lasciò Malta il lavoro venne continuato dal suo assistente, Girolamo Cassaro, che progettò, tra l'altro, la Concattedrale di San Giovanni e parte delle fortificazioni.

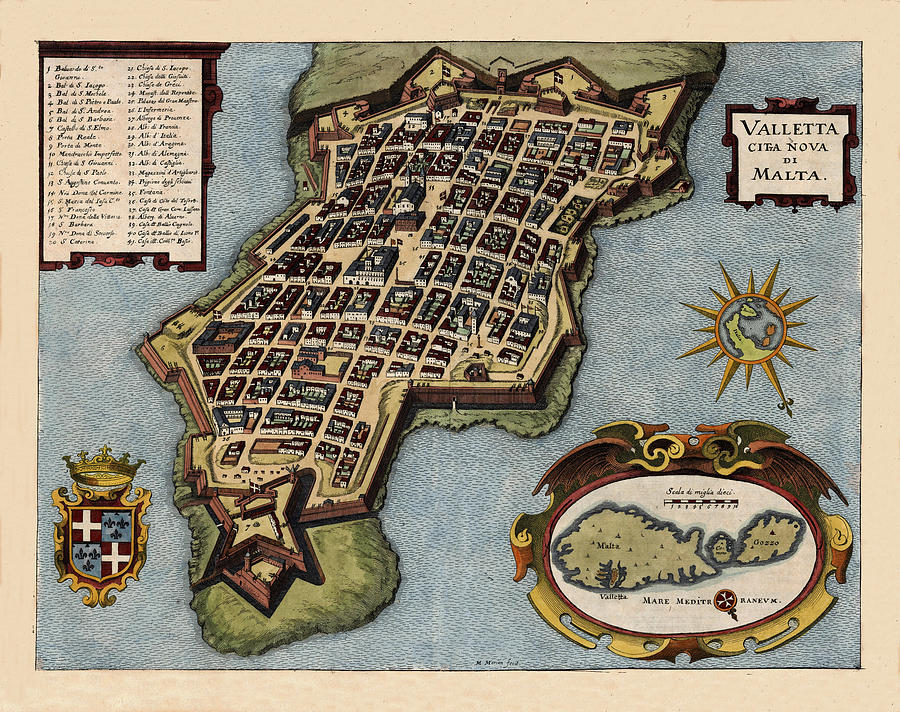
La Valletta in un'incisione

Lo spazio urbano della città è costituito da una maglia di strade ortogonali tra loro che divide l’area in “quartieri”. Questi, nella maggior parte dei casi, sono costituiti da isolati regolari generalmente di forma rettangolare o quadrata composti da più edifici di diversa natura ed elevazione e, nella loro parte interna, spesso troviamo delle ampie corti destinate a far penetrare la luce e far circolare l’aria tra gli ambienti. In altri casi, questi blocchi urbani sono interamente occupati da un'unica struttura riconducibile all'Ordine o a un’istituzione religiosa. In poche parole, ognuno di questi quartieri, interamente o parzialmente, predilige e si connota per funzioni residenziali, commerciali, amministrative o religiose.
La Valette morì nel 1568 e il suo posto venne preso da Pietro del Monte che continuò la sua attività. Nel 1570 la costruzione della città era completata ed essa venne battezzata col nome del suo fondatore. Divenne capitale il 18 marzo 1571 quando Pietro del Monte trasferì la sua sede da Forte Sant'Angelo a Vittoriosa al Palazzo del Gran Maestro. Sette auberge furono costruiti per l'Ordine entro la fine del 1580 e un ottavo (l'Auberge de Bavière) fu più tardi aggiunto nel XVIII secolo.
Sotto il comando di Antoine de Paule vennero costruite molteplici fortificazioni a protezione della città, il cosiddetto Sistema di Floriana (Floriana's Lines) disegnato dall'architetto maceratese Pietro Paolo Floriani. Sotto il comando di António Manoel de Vilhena si inizia a formare un insediamento tra le mura della città e il Sistema di Floriana che si evolve da sobborgo de La Valletta a Floriana, una città a sé stante. Nel 1634 una fabbrica di polvere da sparo esplose accidentalmente uccidendo 22 persone e danneggiando vari edifici della città tra cui la vicina Chiesa dei Gesuiti.
Nel 1749 la Cospirazione degli Schiavi musulmani pianificò di uccidere il Gran Maestro Manuel Pinto de Fonseca e prendere possesso della città, ma il complotto fu scoperto e soppresso dall'Ordine ancora prima che iniziasse. Negli anni successivi Pinto abbellì la città con architetture barocche e molti importanti palazzi, come l'Auberge de Castille, furono ristrutturati o completamente ricostruiti nel nuovo stile.
Nel 1775, durante il comando di Francisco Ximenes de Texada vi fu una nuova rivolta (Rivolta dei sacerdoti) in cui i ribelli occuparono il forte Sant'Elmo e il Forte San Giacomo prima di essere sconfitti.

### Occupazione francese e dominio del Regno Unito
Nel 1798 l'Ordine lasciò l'isola ed ebbe inizio l'occupazione francese di Malta. Dopo la ribellione maltese, le truppe francesi continuarono ad occupare La Valletta e l'area circostante del porto, fino alla resa al Regno Unito nel settembre del 1800. Nei primi anni del secolo il commissario civile Henry Pigot avvia la demolizione delle fortificazioni della città. Le demolizioni furono nuovamente proposte negli anni '70 e '80 del XIX secolo, ma non furono mai effettuate e le fortificazioni rimasero quasi interamente intatte.
Nel 1883 fu ufficialmente aperta la ferrovia che collegava La Valletta a Mdina che venne poi chiusa nel 1931 quando l'autobus divenne un popolare mezzo di trasporto.

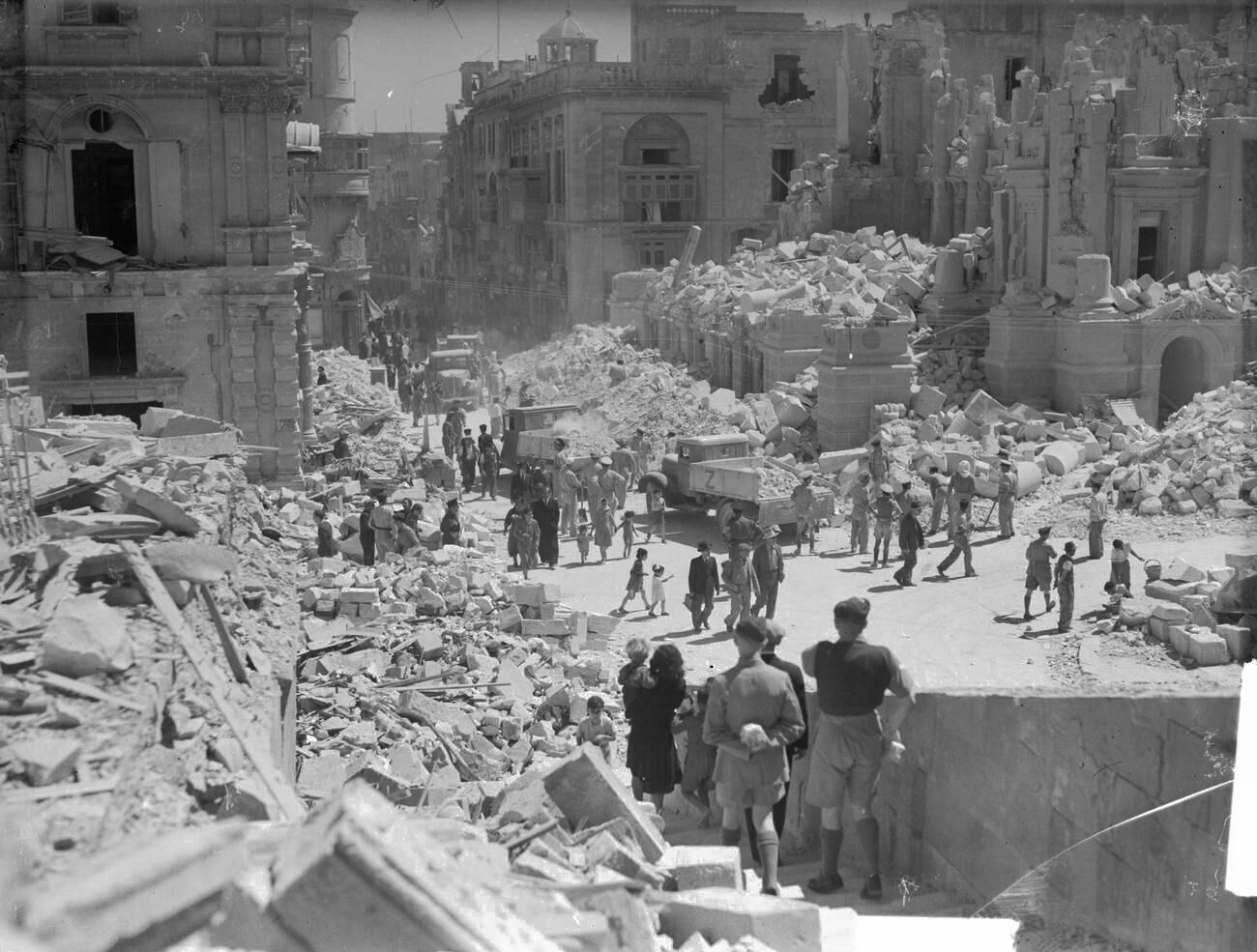
Bombardamenti danneggiano La Valletta e il Teatro Reale (sulla destra)

Nel 1939 la flotta del Regno Unito, il Mediterranean Fleet, abbandonò la città e La Valletta divenne un teatro di battaglia nei successivi due anni che culminarono nell'assedio di Malta in cui le incursioni aeree tedesche e italiane durante la Seconda guerra mondiale danneggiarono fortemente la città e l'area del porto. Il Teatro Reale, posto all'entrata della città, costruito nel XIX secolo dall'architetto Edward Middleton Barry, fu una delle opere perdute durante i bombardamenti.

### Contemporaneità
Nel 1980 la città ospitò le ventiquattresime Olimpiadi degli scacchi e nello stesso anno l'intera città viene dichiarata Patrimonio dell'umanità dall'UNESCO, insieme ai Templi megalitici di Malta e l'Ipogeo di Ħal-Saflieni. L'11 novembre 2015 la città ospitò il Valletta Summit on Migration in cui i leader europei e africani hanno discusso la crisi europea dei migranti e pochi giorni dopo (il 27 novembre) ha il Commonwealth Heads of Government Meeting 2015.
Attualmente la Valletta è il centro amministrativo, commerciale e culturale di Malta.

## Monumenti e luoghi d'interesse

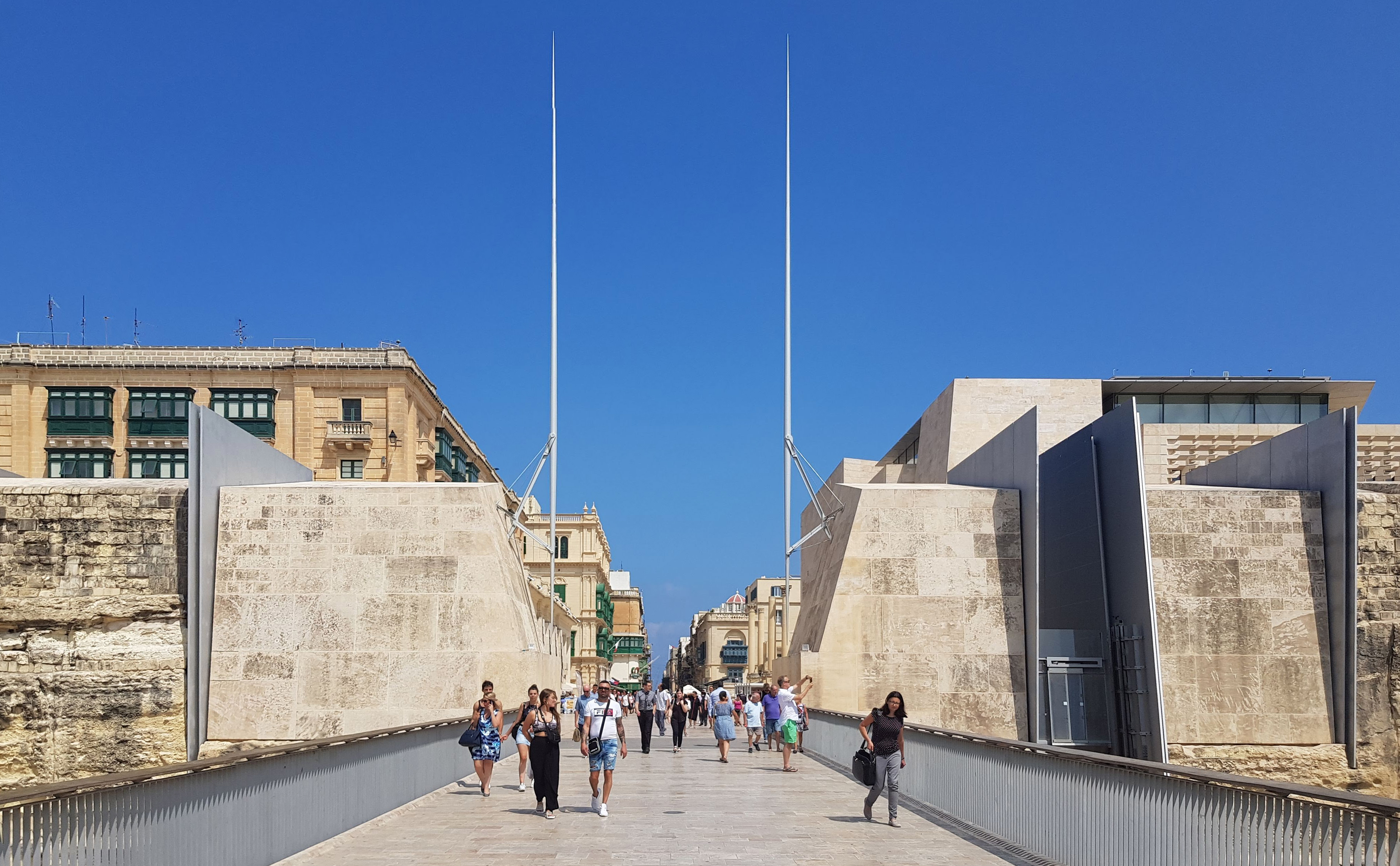
City Gate

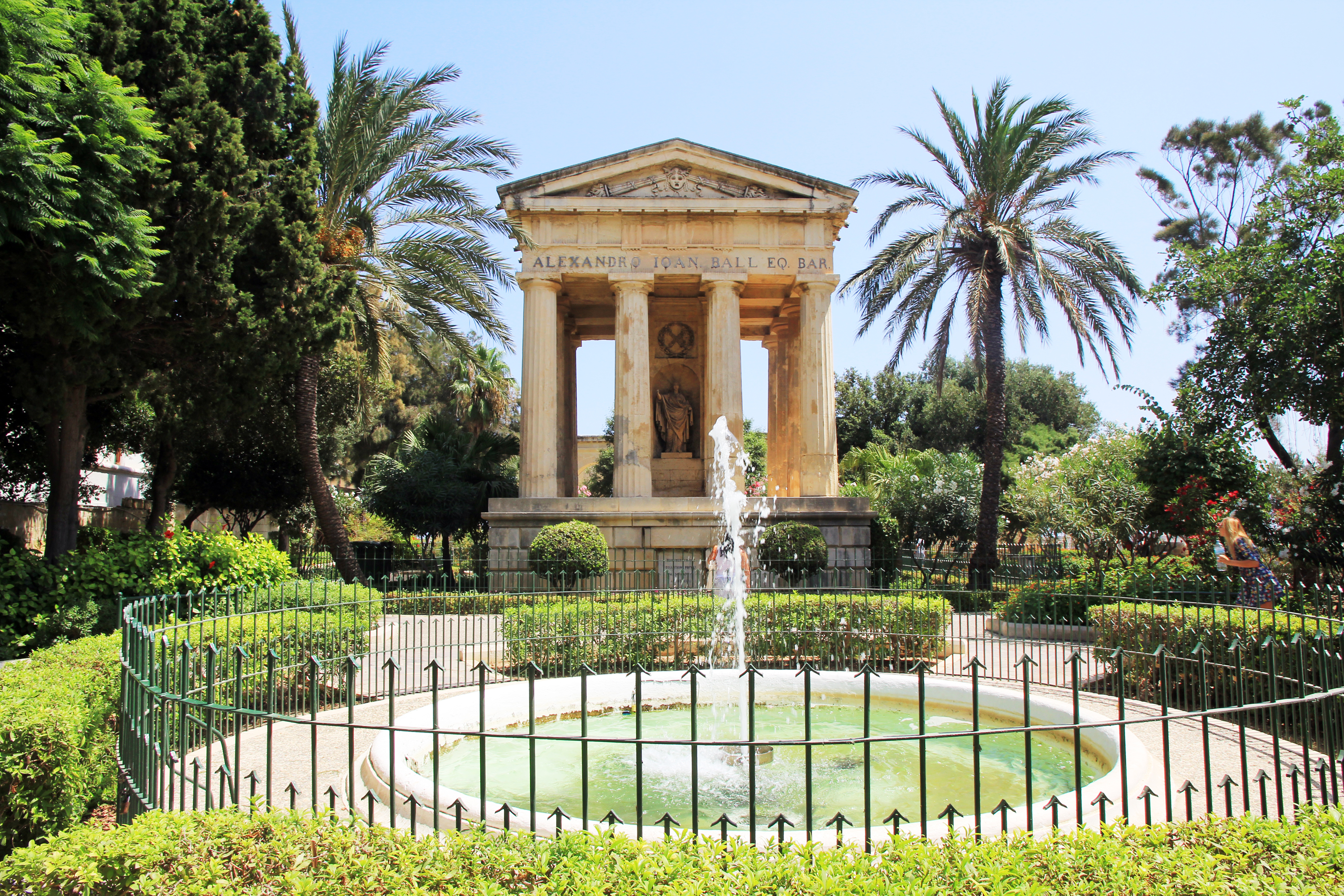
Lower Barrakka Gardens e il monumento ad Alexander Ball.

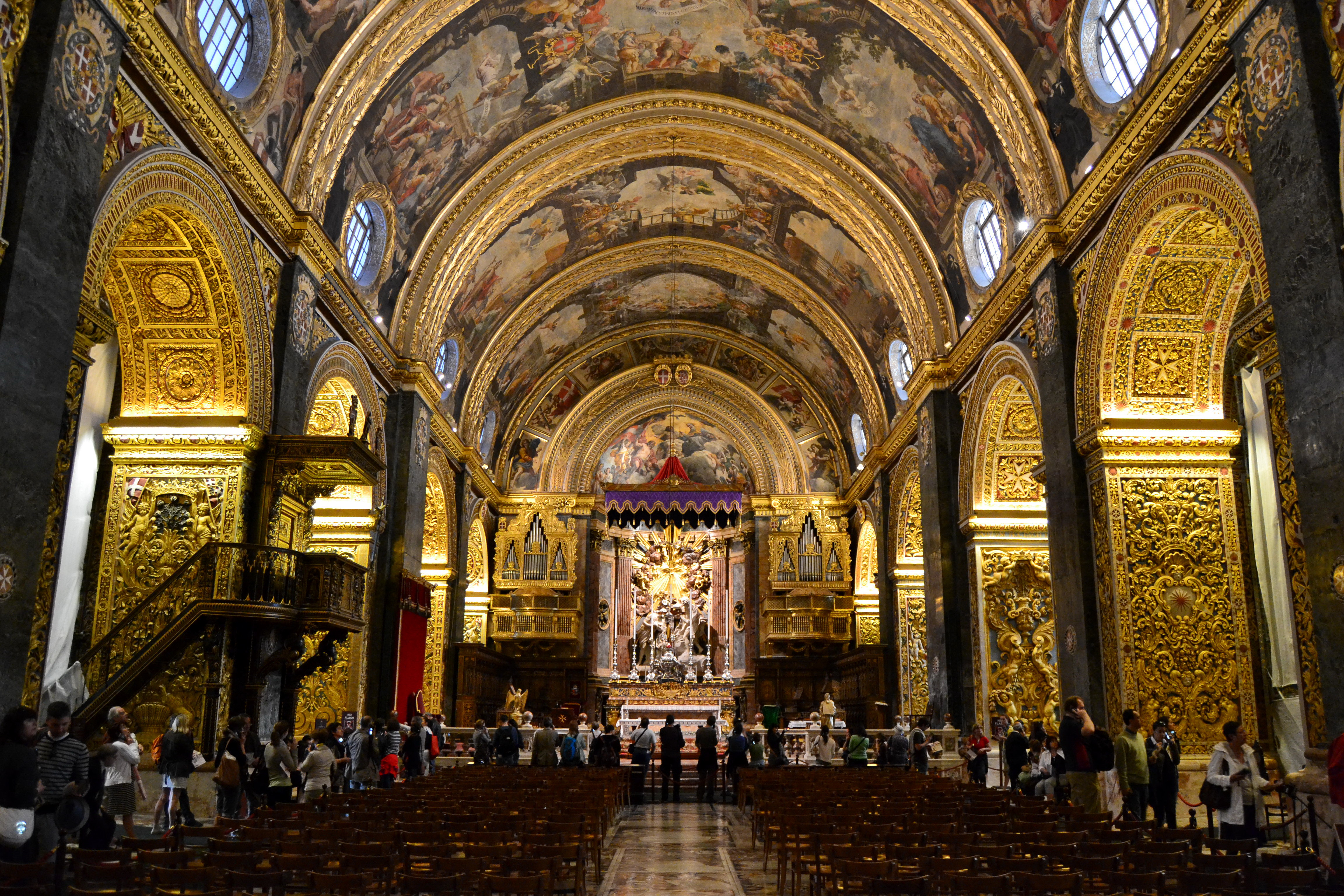
L'interno della Concattedrale di San Giovanni.

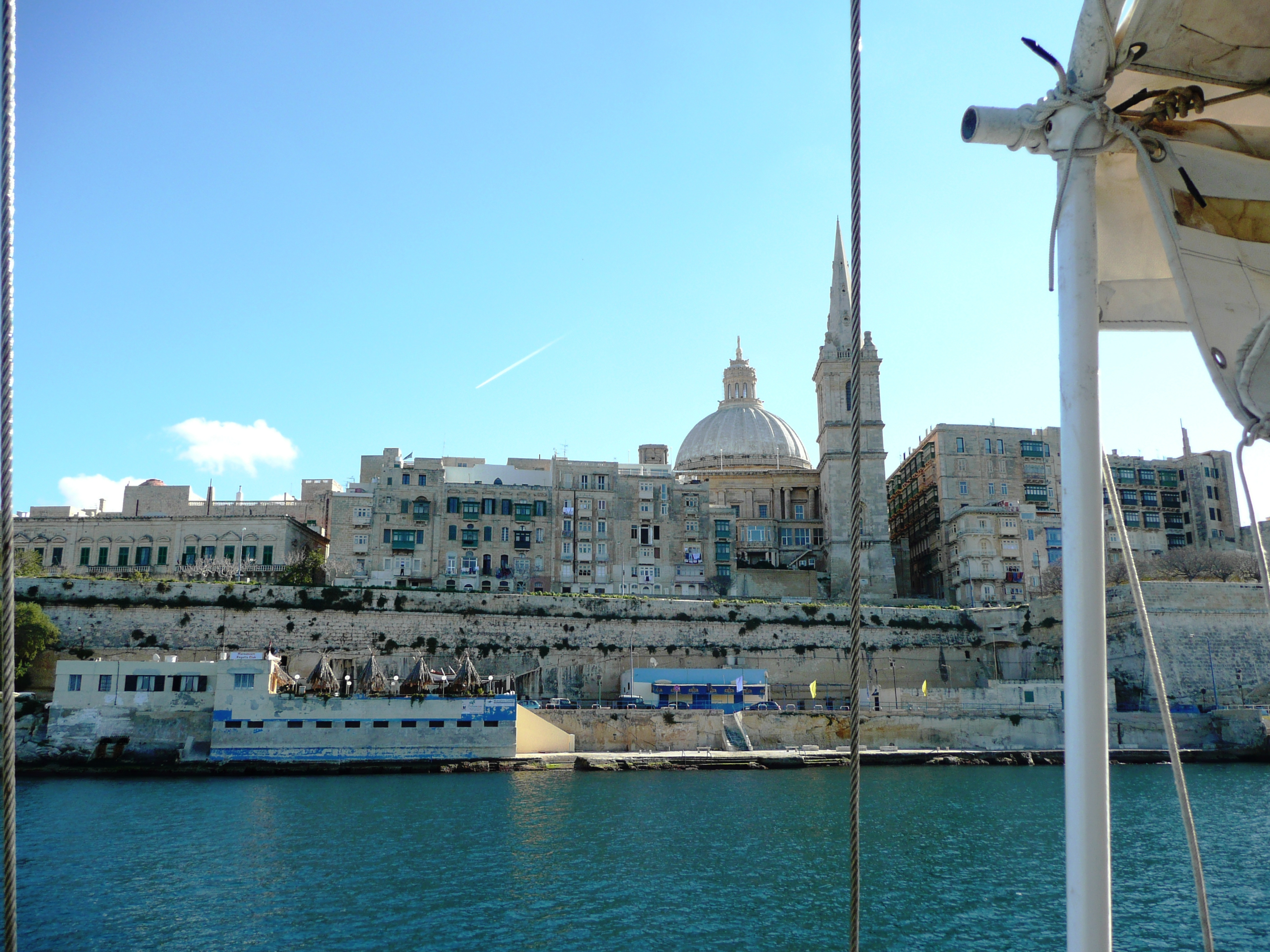
La cupola della Chiesa di Nostra Signora del Carmelo vista dal Grand Harbour.

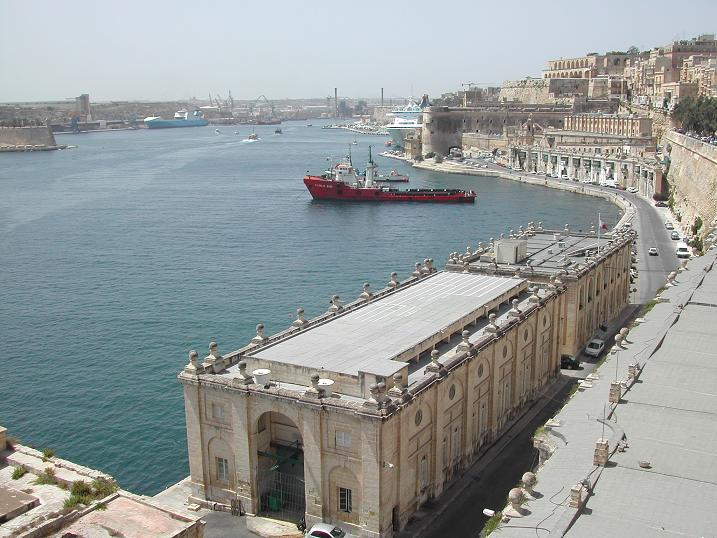
Il porto.

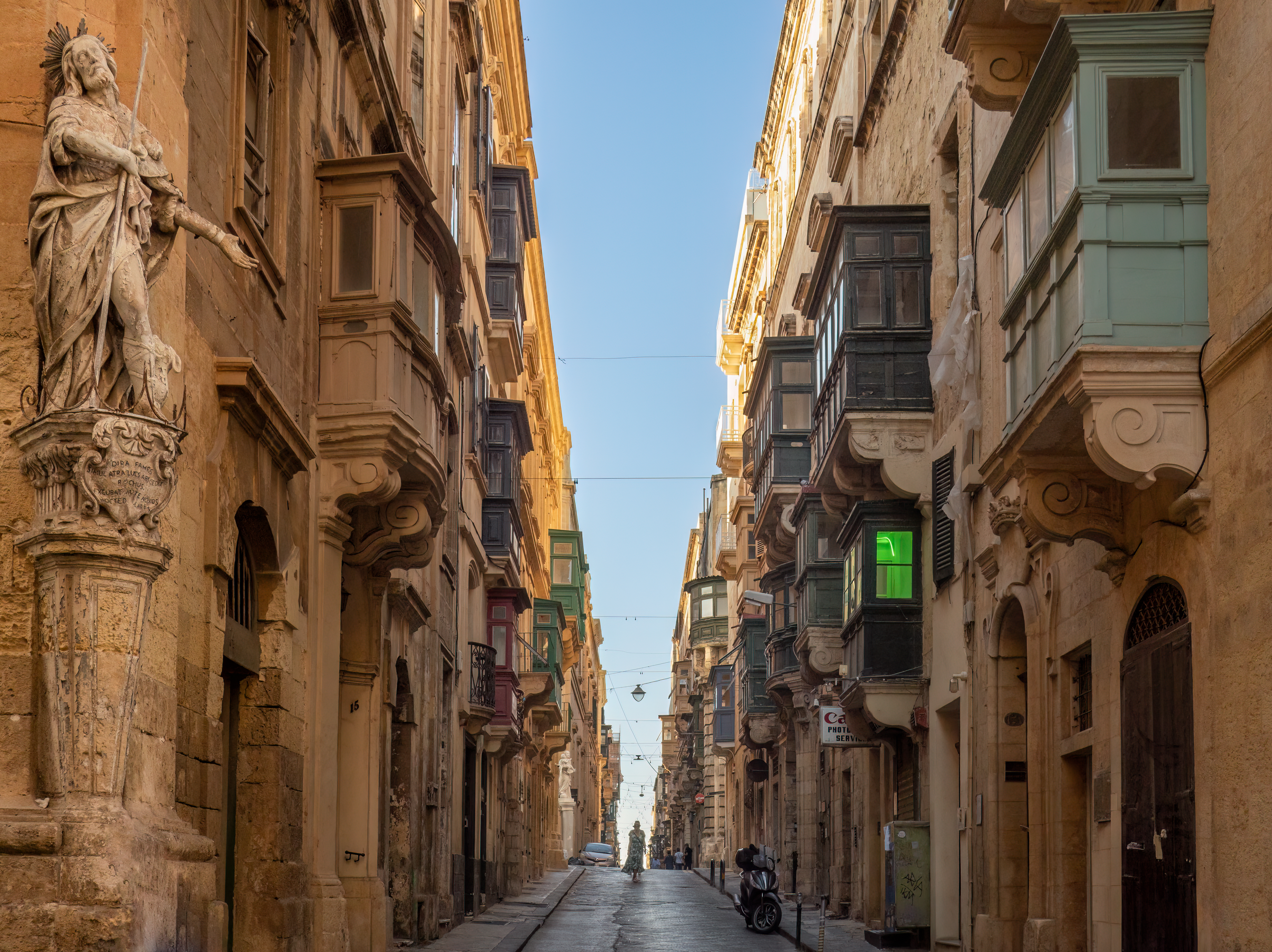
Tipica via del centro.

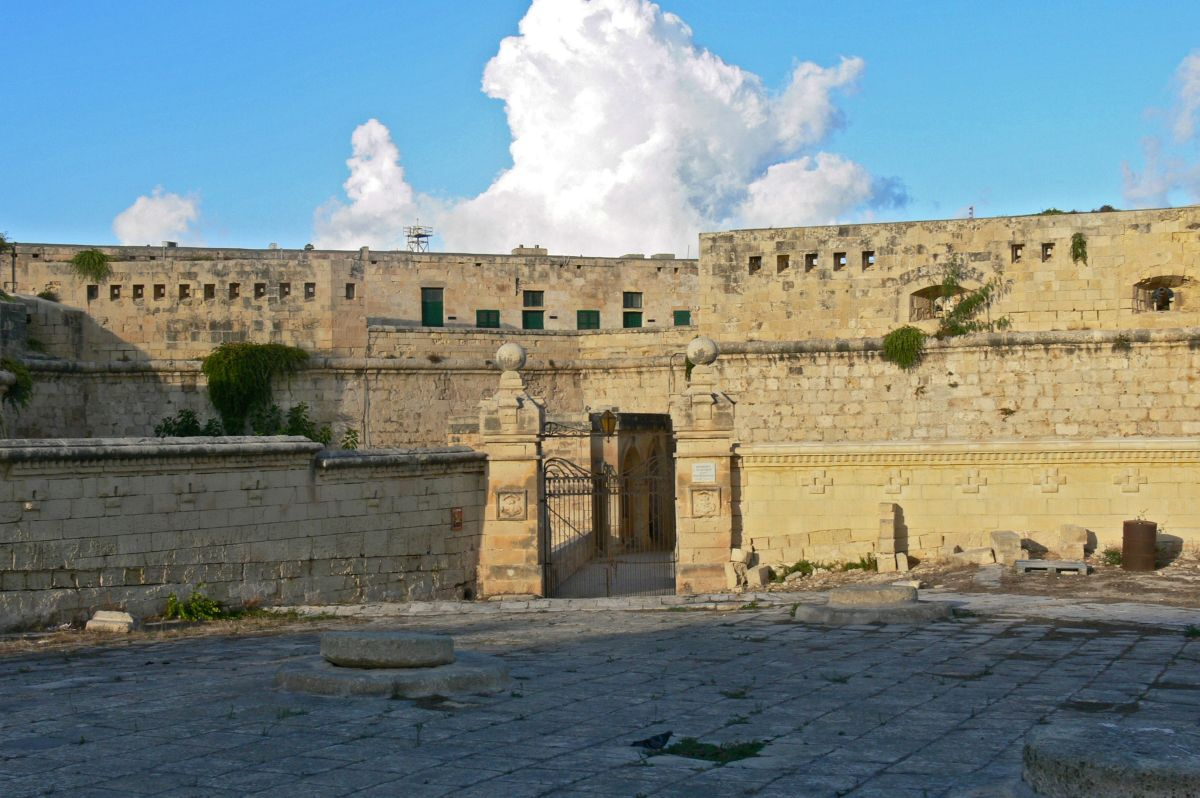
Forte Sant'Elmo.

L'architettura de La Valletta vanta opere che spaziano dalla metà del XVI secolo al Barocco al Modernismo. La città è il principale centro culturale dell'isola e ha una collezione unica di chiese, palazzi e musei, rappresentando una delle principali attrazioni turistiche della città.
Quando Benjamin Disraeli, futuro primo ministro britannico visitò la città nel 1830, la descrive come "una città di palazzi costruiti da gentiluomini per gentiluomini" e ancora "La Valletta equivale nelle sue nobili architetture, se non eccelle, a qualsiasi capitale d'Europa"; e in altre lettere la paragona a Venezia e Cadice e "piena di palazzi degni di Palladio.
Tra gli edifici di rilevanza storica contiene: la concattedrale di San Giovanni, precedentemente chiesa conventuale dei Cavalieri. Ma vi si trovano anche il Palazzo del Grande Maestro, che ha ospitato gli uffici del parlamento maltese; la Chiesa della Nostra Signora del Carmelo con la sua imponente cupola; le fortificazioni per la difesa della città tra cui il Forte Sant'Elmo; il Museo nazionale di archeologia della Valletta e il Museo nazionale di Belle Arti.
Tutte queste opere hanno valso alla città il titolo di patrimonio dell'umanità assegnato dall'UNESCO. Fra i giardini spicca il Lower Barrakka Gardens che offre una vista sul Porto Grande e al cui interno si trova il monumento ad Alexander Ball, un tempietto neoclassico opera dell'architetto maltese Giorgio Pullicino.

### Concattedrale di San Giovanni
La concattedrale di San Giovanni, situata nell'omonima via, venne costruita per volere dei cavalieri appena dopo il loro insediamento; essa fu realizzata da Girolamo Cassaro in pochi anni, (1573-1577) grazie ai fondi resi disponibili, e una volta ultimata fu eletta a concattedrale assieme alla Cattedrale di San Paolo a Medina.
È stata adibita per oltre 200 anni a chiesa conventuale dell'Ordine dei Cavalieri di S. Giovanni. I cavalieri erano nobili provenienti dalle più importanti casate europee e proteggevano la fede cattolica e l'Europa dagli attacchi dei turchi Ottomani, furono loro a donare opere di grande valore artistico che impreziosirono la cattedrale facendone l'espressione artistica più alta e maestosa dell'alto barocco.
Nell'oratorio si trovano due dipinti di Caravaggio il più importante, anche perché l'unico firmato dall'artista, è la Decollazione di san Giovanni Battista (se ne può vedere la firma ai bordi della macchia di sangue sotto il collo di Giovanni Battista). L'altra tela è il San Girolamo scrivente. L'intero soffitto è stato affrescato da Mattia Preti, conosciuto come il "Cavaliere calabrese", seguace di Caravaggio a Napoli e originario di Taverna, un comune della Sila catanzarese in cui ha sede un importante museo dedicato al pittore.

### Chiesa di Nostra Signora del Carmelo
Costruita da Girolamo Cassar nel 1570, fu dapprima dedicata alla Madonna annunziata, poi alla Madonna del Monte Carmelo nel 1859, per volontà della Confraternita di Nostra Signora del Monte Carmelo di La Valletta. La chiesa fu ricostruita nel 1900 dai frati carmelitani e nuovamente ricostruita nel 1958 dopo i bombardamenti della seconda guerra mondiale. Notabile fin da subito per l'imponente cupola alta 64 metri, nel 1974 divenne chiesa parrocchiale della città.

### Chiesa di Santa Maria di Gesù
La chiesa di Santa Maria di Gesù e il convento dell'Ordine dei Frati Minori Osservanti (Ta 'Ġeżu in maltese) fu eretta da Girolamo Cassar nel 1571. La chiesa custodisce: la statua in alabastro raffigurante la Madonna con bambino del 1504, opera di Antonello Gagini, scolpita durante la permanenza dello scultore a Messina; il Crocifisso ligneo del XVII secolo opera di Innocenzo da Petralia; il dipinto raffigurante la Visita della Madonna a Sant'Elisabetta, datato 1600, opera dell'artista siciliano Antonio Catalano; la tomba del beato Ignazio Falzon nella Cappella dell'Immacolata Concezione. Dal 1646 è sede della Confraternita del Crocifisso.

### Palazzo del Grande Maestro
Prospiciente Republic Square, è un palazzo voluto dal Gran Maestro Pietro del Monte ed iniziato nel 1571 ad opera di Girolamo Cassaro. Di notevole interesse è la Sala del Trono (affrescata da Matteo da Lecce) e la sala degli arazzi. L'edificio ha ospitato il Parlamento di Malta dal 1923 al 2015.

### Sacra Infermeria
La Sacra Infermeria, edificata nel 1574, era l'ospedale dei Cavalieri di Malta. Fu uno dei principali ospedali d'Europa fino al diciottesimo secolo e rimase in uso fino al 1920. Poteva ospitare dai 500 ai 2.500 pazienti. La tipologia di quest'edificio ispirò, nel XVIII secolo, l'architetto Giuseppe Merenda, cavaliere gerosolimitano, per il progetto del Palazzo dell'Ospedale della Casa di Dio di Forlì (1720). Oggi la Sacra Infermeria è un importante centro di conferenze internazionali, spettacoli teatrali, esibizioni, concerti musicali.

### Forte Sant'Elmo
Situato sulla punta settentrionale della penisola su cui sorge la città, è un forte che divide Porto Grande da Porto di Marsamuscetto. Comanda le entrate di entrambi i porti insieme a Forte Tigné e Forte Ricasoli. La prima edificazione risale alla seconda metà del Cinquecento, venne poi rimaneggiato ed ora ospita un museo e la locale scuola di polizia. Ricoprì un ruolo fondamentale nel Grande Assedio di Malta del 1565.

### Museo nazionale di archeologia della Valletta
È un museo di reperti preistorici ed archeologici delle isole maltesi. Situato all'interno dell'Auberge de Provence, un edificio barocco lungo la Republic Street, fu costruito per i Cavalieri Ospitalieri nel 1571 e progettato dall'architetto maltese Girolamo Cassaro.

### Teatri
- Teatro Manoel
- Teatro Reale

## Amministrazione

### Gemellaggi
- Rodi[36]
- Aquila (una delle 17 contrade del Palio di Siena) -  Toscana  Italia, dal 1966[37].
- Caravaggio, dal 2012[38]
- Pedara dal 2017[39]
- Palermo, dal 2018[40]
- Pisa, dal 2021[41]
- Cortona, dal 2022[42]
- Augusta, dal 2023[43]

## Sport

### Calcio
La squadra principale della città è il Valletta che milita nella BOV Premier League.